# アメリカ合衆国運輸省

1980年まで使用されていた運輸省の紋章。

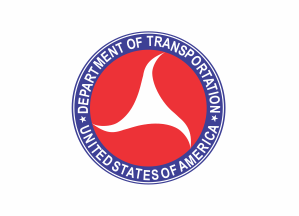
1980年まで使用されていた運輸省の旗。

アメリカ合衆国運輸省（アメリカがっしゅうこくうんゆしょう、英: United States Department of Transportation、略称:USDOT又はDOT）は、アメリカ合衆国連邦政府の行政機関のひとつ。1966年10月15日に合衆国議会で設立を承認され、1967年4月1日に業務を開始した。運輸省は、大統領の閣僚である運輸長官によって管理されている。
運輸省の使命は、「需要、環境、国防に十分配慮した上、効率的で経済的な国家輸送システムを提供する政策を策定し、調整する。」ことである。
日本の運輸省（現在の国土交通省）に相当する。

## 歴史
運輸省が設置される以前は、運輸担当商務次官に、現在の運輸長官に相当する権限が与えられていた。1965年に、当時の連邦航空庁 (現在の連邦航空局 (FAA))長官だったナジーブ・ハラビーが、リンドン・ジョンソン大統領に、輸送を担当する閣僚レベルのポストを設置し、連邦航空庁を、その指揮下に編入することを提案した。運輸省設置の構想は、1921年から1922年にかけて、ウッドロウ・ウィルソン大統領が最初に提案していた。

## 組織
- 連邦航空局 (FAA)
- 連邦幹線道路局 (FHWA)
- 連邦自動車運送業者安全局 (FMCSA)
- 連邦鉄道局 (FRA)
- 連邦交通局 (FTA)
- 連邦海事局 (MARAD)
- 国家幹線道路交通安全局 (NHTSA)
- 監察総監室 (DOT OIG)
- 運輸長官室 (OST)
- パイプライン・危険物安全管理局 (PHMSA)
- セントローレンス海路開発公社 (SLSDC)
- ジョン・A・ヴォルペ国立交通システムセンター (Volpe)
- 運輸統計局 (BTS)

## かつての下部組織
- 運輸保安庁（TSA） - 2003年に国土安全保障省に移管。
- 沿岸警備隊（USCG） - 同上
- 陸上運輸委員会（STB）- 2015年12月8日に独立した連邦組織として設置される。

## 情報公開の処理能力
2015年の発表によれば、情報公開法に基づく情報公開請求 (FOIA要求) を最も多く受けた15の連邦政府機関の最新の分析 (入手可能な最新年である2012年と2013年のデータに基づく。) では、運輸省は100点中65点となり、満足な総合評価に該当しないDとなった。